# Dolmen del Mas
El Dolmen del Mas és un monument megalític situat dins del terme municipal de Sarroca de Bellera, pràcticament al límit amb el terme de Senterada, (Pallars Jussà), declarat Bé cultural d'interès local.

## Situació
Es troba a la riba dreta del riu Bòssia i a l'esquerra del riu de Cadolla, a prop d'on es troben aquests dos rius i del Mas Pallarès, en terres del qual es troba el dolmen.
Situat a 796,9 m d'altitud, és a la dreta del camí que enllaça la carretera N-260 amb el Mas Pallarès just després que el camí ha travessat el riu Bòssia.

## Descripció
Es tracta d'un sepulcre de cambra pirenaica de planta quadrada, d'orientació sud-est i que presenta la llosa nord caiguda cap a l'interior, la qual cosa va provocar la inclinació de la llosa de coberta en aquesta direcció. La cambra està envoltada per un túmul circular parcialment conservat que deuria tenir un diàmetre de 10 metres, el qual es va veure escapçat pel camí de la masia i pels camps de cultiu.
Les lloses són totes tres de conglomerat, i les mides són:
- Coberta: 3,10 m per 2,70 m per 0,70 m.
- Laterals (mides màximes): 2,75 m per 2,10 m per 0,60 m.

Les lloses de capçalera i de tancament no es documenten. Així i tot, es diu que el tancament de la cambra a l'entrada eren les mateixes pedres del túmul, ben col·locades, probablement a forma de mur. D'igual forma passaria al tancament posterior.